# Die Pagode
Die Pagode ist ein deutscher Detektivfilm aus dem Jahre 1917 der Filmreihe Stuart Webbs.

## Handlung
Dr. Remus ist ein smarter Tüftler und hat soeben seine neueste Erfindung fertiggestellt. Sein Freund, der Meisterdetektiv Stuart Webbs, soll ihm dabei helfen, seine Pläne der Marinekommission vorzulegen. Doch auch andere Mächte sind hinter Remus’ Plänen her. Ehe er diese vor den staatlichen Entscheidungsträgern erläutern kann, werden sie gestohlen. Die Prüfung muss daher verschoben werden.
Hinter dem Diebstahl, so findet der findige Detektiv innerhalb von drei Tagen heraus, steckt der geheimnisvolle Dr. Tomari. Dieser japanische Chemiker und Konkurrent von Dr. Remus erweist sich als schlauer Fuchs und lässt sich die Remus-Unterlagen nicht so einfach wieder abluchsen. Schließlich aber kann Webbs die Aufzeichnungen wieder an sich bringen, ehe sie in Feindeshand geraten.

## Produktionsnotizen
Die Pagode ist der 16. Film dieser Reihe und besaß eine Länge von fünf Akten auf 1684 Metern, das entspricht einer Spieldauer von 80 Minuten. Die Uraufführung fand im September 1917 Berliner Marmorhaus statt, am 21. September 1917 wurde er erstmals in Österreich-Ungarn (Wien) gezeigt.
Der ursprüngliche Titel lautete Der gelbe Affe. Die Filmbauten entwarf Manfred Noa.

## Kritik
„… ein hochinteressanter, spannender Film.“

In Paimann’s Filmlisten ist zu lesen: „Stoff, Spiel, Photos und Szenerie ausgezeichnet. (Der beste Stuart Webbsfilm.).“